# Miroslav Dvořáček
Miroslav Dvořáček (18. ledna 1928 Kostelec nad Orlicí – 11. března 2012 Göteborg) uprchl v roce 1949 z Československa a stal se kurýrem exilové zpravodajské služby (agent chodec). Během mise do Prahy 14. března 1950 byl zatčen. V říjnu 2008 vzbudilo velkou kontroverzi obvinění Adama Hradilka z Ústavu pro studium totalitních režimů v týdeníku Respekt, že Dvořáčka udal Milan Kundera, pozdější světoznámý spisovatel. Toto obvinění je založené na náhodném objevu záznamu SNB s Kunderovým jménem.

## Dvořáčkův osud
Miroslav Dvořáček se svým přítelem Miroslavem Juppou začal v roce 1947 studovat na Letecké vojenské akademii, jejíž III. ročník byl po únorovém převratu rozehnán a oni dva v lednu 1949 vyloučeni a v únoru převeleni k pěchotě. Již dříve se však rozhodli uprchnout na západ a vstoupit do letectva tam; doma si vzali civilní šaty a před přechodem západoněmecké hranice se několik dní skrývali v Praze u příbuzných Ivy Militké, což byla Dvořáčkova přítelkyně od dětství a Juppova dívka; několikrát jim přinesla jídlo a zamýšlela emigrovat za nimi. V mnichovském uprchlickém táboře vypověděli americké CIC, co věděli o čs. letectvu, a v listopadu začali pracovat pro zpravodajskou organizací generála Františka Moravce s tím, že jim později zajistí místo u letectva. Militká mezitím začala studovat na Filozofické fakultě UK, zamilovala se do komunistického kolegy Miroslava Dlaska (za nějž se později provdala) a plánu na odchod za Juppem se vzdala.
Dvořáček měl v Praze kontaktovat významného zaměstnance Chemapolu Ing. Václavíka. Po neúspěchu 27. prosince 1949 byl znovu vyslán 13. března 1950. Z obce Rittsteig byl převeden šumavskými lesy, přespal u rodiny Toušových, kteří lidem přecházejícím hranice pomáhali, na samotě u vsi Pocinovice na Domažlicku, a 14. března časně ráno vyrazil vlakem do Prahy. Zde na Mánesově mostě zahlédl Ivu Militkou a oslovil ji. Nechal si v jejím pokoji na studentských kolejích „Kolonka“ na Letné kufr a večer zde plánoval přespat. Militká to u oběda řekla Dlaskovi, který už z dřívějška o emigrantech věděl.
Večer Militkou na koleji zadrželi dva policisté, a když přišel Dvořáček na kolej, zatkli ho. Prodělal „hloubkový výslech“ ve známém Domečku ve věznici na Hradčanech, a až do poloviny dubna zapíral; v září 1950 byl za zběhnutí, vyzvědačství a velezradu odsouzen k 22 letům těžkého žaláře (prokuratura žádala trest smrti), pokutě 10 000 korun, propadnutí veškerého majetku a ztrátě občanských práv na 10 let. Po věznicích na Pankráci, na Borech a jinde od března 1952 pracoval v uranových táborech Vojna a Bytíz u Příbrami; na konci roku 1963 byl podmínečně propuštěn. Brzo po sovětské invazi v roce 1968 emigroval a od roku 1975 žil ve švédském Göteborgu. O své emigraci, zatčení a věznění vždy odmítal mluvit i se svou rodinou. Když ho v létě 2008 Hradilek vyhledal, nejprve přislíbil spolupráci, ale pak změnil názor; dva měsíce po prvním kontaktu utrpěl mrtvici[nepřesný odkaz], v roce 2012 zemřel. Dle vyjádření jeho ženy Markéty pro Lidové noviny, on ani jeho žena o Kunderově roli (po prostudování dokumentů od Hradílka) nepochybovali.

## Záznam a zveřejnění
Adam Hradilek, vedoucí skupiny orální historie Ústavu pro studium totalitních režimů, se v květnu 2008 dozvěděl o příběhu Militké, babičky jeho bratrance. Ve volném čase dohledával materiály o Dvořáčkovi a objevil policejní záznam popisující jeho zatčení 14. března 1950.

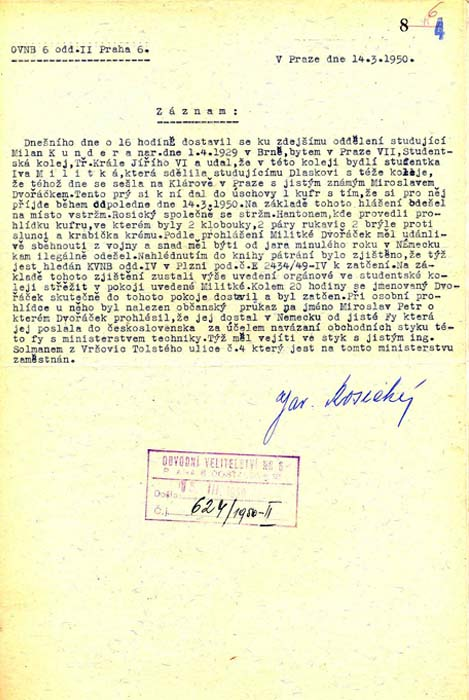
Záznam o udání a zatčení Dvořáčka

OVNB 6 odd. II Praha 6. V Praze dne 14.3.1950
Záznam:
Dnešního dne o 16 hodině dostavil se ku zdejšímu oddělení studující Milan Kundera nar. dne 1.4.1929 v Brně, bytem v Praze VII, Studentská kolej, Tř. Krále Jiřího VI. a udal, že v této koleji bydlí studentka Iva Militká, která sdělila studujícímu Dlaskovi s téže koleje, že téhož dne se sešla na Klárově v Praze s jistým známým Miroslavem Dvořáčkem. Tento prý si k ní dal do úschovy 1 kufr s tím, že si pro něj přijde během odpoledne dne 14.3.1950. Na základě tohoto hlášení odešel na místo vstržm. Rosický společně se stržm. Hantonem, kde provedli prohlídku kufru, ve kterém byly 2 klobouky, 2 páry rukavic, 2 brýle proti slunci a krabička krému. Podle prohlášení Militké Dvořáček měl udánlivě sběhnouti z vojny a snad měl býti od jara minulého roku v Německu, kam ilegálně odešel. Nahlédnutím do knihy pátrání bylo zjištěno, že týž jest hledán KNVB odd. IV v Plzni pod.č.E 2434/49-IV k zatčení. Na základě tohoto zjištění zůstali výše uvedení orgánové ve studentské koleji střežit v pokoji uvedené Militké. Kolem 20 hodiny se jmenovaný Dvořáček skutečně do tohoto pokoje dostavil a byl zatčen. Při osobní prohlídce u něho byl nalezen občanský průkaz na jméno Miroslav Petr, o kterém Dvořáček prohlásil, že jej dostal v Německu od jisté Fy, která jej poslala do Československa za účelem navázání obchodních styků této fy s ministerstvem techniky. Týž měl vejíti ve styk s jistým Ing. Solmanem z Vršovic Tolstého ulice č. 4, který jest na tomto ministerstvu zaměstnán.
(podpis): Jar. Rosický
Hradilek vysvětluje Kunderovu účast tak, že mu o Dvořáčkovi řekl jeho údajný přítel Miroslav Dlask, což uvedla Iva Militká-Dlasková (paní Dlasková ale v rozhovoru pro server Aktuálně uvedla, že nějakými zvláštními přáteli nebyli - Ale přitom nevím, že by s ním nějak moc kamarádil. Od té doby se myslím vůbec nestýkali.): Dlask se vždy vyhýbal jejím otázkám, co se onoho dne stalo (takže např. její rodiče pokládali za udavače jeho), ovšem „Začátkem 90. let jsem se [Dlaska] znovu zeptala, že bych stejně ráda věděla, jak to tehdy bylo. On mi zase neřekl nic – jen že to tehdy řekl Kunderovi.“ Dlask v 90. letech zemřel.
Hradilek 10. září 2008 poslal na číslo, jež získal „z důvěryhodných zdrojů“ jako Kunderovo (Kundera je známý tím, jak si chrání soukromí a vyhýbá se médiím), fax se stručným shrnutím případu (ale bez informace, že Kunderu označí za udavače) a formulací „Z vyprávění pamětníků i archivních materiálů vyplývá, že jste se tenkrát v této věci angažoval. Obracím se na Vás s prosbou o objasnění některých okolností“; v textu se nezmínil o ÚSTR ani Respektu. Nedostal žádnou odpověď.
V pondělí 13. října vydal Hradilek o případu velký článek v rubrice „téma“ liberálního politicko-společenského týdeníku Respekt s tradiční karikaturou Pavla Reisenauera na obálce (ve spolupráci s redaktorem Petrem Třešňákem). O obsahu článku informovala Česká televize už ve zprávách předchozí večer; zpráva vzbudila mimořádnou pozornost i v zahraničí. Hradilek a ÚSTR uvedli, že „rozsáhlejší odborný text“ o Dvořáčkovi a převaděči Josefu Toušovi vyjde v časopise ÚSTR Paměť a dějiny; ÚSTR na webových stránkách projektu Paměť a dějiny totalitních režimů zveřejnil stručný profil obou s dobovými dokumenty včetně záznamu. V době zveřejnění byl Hradilek na studijním pobytu v USA a nevyjadřoval se do médií; poskytl stručný rozhovor až po týdnu.
Milan Kundera v pondělí 13. zatelefonoval ČTK, že neměl příležitost se ke kauze vyjádřit. Obvinění prohlásil za lež a dokonce „atentát“ připravený na den, kdy začíná frankfurtský knižní veletrh; řekl, že si nedokáže vysvětlit, jak se jeho jméno do záznamu dostalo. Ve středu 15. na dotaz ČTK faxem zopakoval: „Nedostal jsem nic ani od Respektu, ani od toho ústavu. Padlo to na mne z nebe.“
Archiv bezpečnostních složek ÚSTR vydal v úterý 14. „Vyjádření ke zpochybňování pravosti archivního dokumentu“, upřesňující původ záznamu a vylučující, že je to falzifikát; zároveň se odmítl vyjadřovat „k informacím, které obsahuje [, a ...] rovněž k jejich interpretaci“. Na podporu toho zveřejnil i personální kartu vrchního strážmistra SNB Jaroslava Rosického, který záznam podepsal; byl zařazen do oddělení pátrání, takže k prošetření udání o Dvořáčkovi věcně příslušel. Markéta Dvořáčková k tomu dodala: „Pokud jde o údaje týkající se mého manžela přímo, tedy situací, jichž se sám účastnil a které byly zaznamenány, nenašli jsme v dokumentech nic, co by neodpovídalo skutečnosti.“
Literární historik Zdeněk Pešat ve středu 15. odpoledne prostřednictvím ČTK vydal prohlášení, že se o aféře dozvěděl z úterního tisku a vzpomíná si, jak mu Miroslav Dlask „řekl, že to oznámil bezpečnosti“; Pešatovi to oznámil jako členovi fakultního výboru KSČ, jehož znal nejlépe. To nevysvětluje, proč v záznamu figuruje jméno Milana Kundery. Podle Militké-Dlaskové se ale obě verze nemusejí vylučovat, Dlask mohl Kunderu požádat, aby na stanici došel.
Řada komentátorů upozornila na to, že chybí další doklady jako policejní protokol; Prokop Tomek z Vojenského historického ústavu uvedl, že udání a zatčení by mělo být zapsáno i v tzv. staniční knize, kam se zaznamenávalo dění na každém oddělení SNB; brzo však zjistil, že se nezachovala. Zejména je potřeba spis z procesu s Dvořáčkem, kde se zatčení muselo projednávat; spis by se měl nacházet v Národním archivu, do 14. října si ho však nikdo nevyžádal a tak není ani jasné, zda je po povodních v létě 2002 ještě k dispozici. Mluvčí ÚSTR Jiří Reichl po Pešatově svědectví prohlásil, že ústav ozřejmil případ dostatečně a nechystá se zkoumat ho hlouběji. V neděli 19. řekl, že ÚSTR za svou práci stojí; na dotaz, zda se pokoušeli mluvit se svědky, řekl o policistovi Rosickém (* 1908) „předpokládáme, že už nežije (...) předpokládám, že Adam Hradílek se ho pokoušel kontaktovat, protože říkal, že se pokoušel kontaktovat všechny účastníky“ a „s tím, jak se objevila nová tvrzení, nová svědectví, tak kolegové jsou připraveni ty dotyčné lidi (...) podle zásad orální historie vyzpovídat, udělat s nimi biografické rozhovory, stejně tak to platí o panu Kunderovi (...) předpokládám, že Adam Hradílek jakmile bude ve spojení,“ znovu ho osloví; média to interpretovala „historikové budou dále zkoumat události z jara roku 1950.“
Ve středu 22. října uvedl Jiří Srstka, ředitel agentury DILIA zastupující Kunderu v ČR, že Kundera poslal majiteli Respektu žádost o omluvu, jinak podá žalobu. Šéfredaktor časopisu to potvrdil s tím, že žádost studují právníci; kdy se k ní vyjádří, není kvůli adresování majiteli jasné.
Oficiální reakci Respektu obdržela 30. října ve večerních hodinách agentura DILIA, která spisovatele zastupuje. Ředitel agentury Jiří Srstka uvedl, že se týdeník spisovateli neomluví.

## Debata
Zpráva vyvolala velký mezinárodní ohlas; v zahraničí byla srovnávána s pozdním doznáním Güntera Grasse, že na konci 2. světové války vstoupil do Waffen-SS. Obvinění však vzbudilo velkou kontroverzi; jednak byl Respekt, Hradilek a ÚSTR kritizován za způsob uveřejnění kauzy či uveřejnění samotné, jednak Kunderovi obhájci zpochybňují, nakolik lze z minimálních pramenů vyvozovat závěry o tom, co se před 58 lety skutečně stalo.
Jiří Pehe píše o „naprosto nepřiměřené míře jistoty, v jejímž duchu se nesou obvinění“ a pozastavuje se nad tím, že Militká nebyla za ukrývání západního
agenta nijak postižena. Podobně reagoval Lubomír Zaorálek a mediální teoretik Milan Šmíd či politolog Petr Drulák. Kriticky se o postupu ÚSTR vyjádřili i pravicoví politici jako předseda Senátu, který volí jeho radu, Přemysl Sobotka, místopředseda vlády Petr Nečas (oba ODS) a ministr Cyril Svoboda. Zveřejnění také ostře napadly Britské listy jako primitivní kampaň.
Zástupce šéfredaktora Respektu Marek Švehla jako jeden z hlavních motivů uveřejnění článku uvádí očištění Ivy Militké, o které si Miroslav Dvořáček celý život pravděpodobně myslí, že ho udala ona. O tom, proč sama nebyla za jeho ukrývání postižena, píše:: „nezájem StB o paní Militkou může souviset s tím, že tak šikovně kryla svého informátora. Všichni si pak mohli myslet, že Dvořáčka udala ona sama a to byl pro ni, jak ukázal i pozdější život, největší trest od estébé.“
Respekt byl 13. října v mnoha městech na veřejných místech a vysokých školách rozdáván zdarma a rozesílán poštou s nabídkou výhodného předplatného; podle zástupce šéfredaktora Marka Švehly jde o dlouho plánovanou marketingovou akci. Na úpravách textu s Hradilkem pracovali od léta, hotov byl až v říjnu a při diskusi, zda obojí spojit, byla část redakce prosazující odložení článku v menšině.
Komentátor Lidových novin Martin Zvěřina kritizuje formulaci Hradilkova faxu, která podle něj zapůsobila na Milana Kunderu tak, že neměl potřebu reagovat.
Podle redaktora Respektu Petra Třešňáka, spoluautora článku, je „velmi nepravděpodobné“, že Kundera je nevinen: pak by buď strojopis záznamu musel být zfalšován, k čemuž chybí motiv a zfalšování by bylo velmi náročné, nebo se za Kunderu někdo vydával, přičemž „v úvahu připadá pouze“ Miroslav Dlask; i to označil (ještě před Pešatovým prohlášením) za velmi obtížné a nemotivované.
Podle Hradilka mohl mít Kundera k udání tři motivy: ideologický (byl přesvědčeným komunistou, ovšem kritickým „a rozhodně ne volajícím po krvi“), osobní – žádost žárlivého Dlaska, nebo ten, že Kundera mohl chtít „vykoupit svůj prohřešek vůči straně“: v roce 1949 četla tajná policie korespondenci mezi Kunderou a Jaroslavem Dewetterem kritizující komunistického funkcionáře (podobná situace jako v Kunderově prvním románu Žert). Dewetter byl vyloučen z univerzity i ze strany, Milan Kundera pouze ze strany, na FAMU zůstal a byl zde úspěšný. Vyloučen byl i jejich přítel Jan Trefulka, který se Dewettera zastal (sám případ popsal ve svém debutu Pršelo jim štěstí).
Uvádí se také, že po své zkušenosti mohl Kundera pokládat záležitost s Dvořáčkem za provokaci. Historik Jiří Pernes z Ústavu pro soudobé dějiny řekl, že Milan Kundera jakožto předák kolejí měl odpovědnost a povinnosti. „Neudával agenta, ale nějakého podezřelého člověka, který se objevil na koleji. Neměl ponětí, že jde o agenta,“ a možná mu nedocházelo, jaký trest mu hrozí. Proto na tuto událost mohl po letech zapomenout.
Argumenty proti obvinění shrnul historik Tomáš Zahradníček, publikující podčárníky ve středeční MF DNES. Obsah článku parafrázoval: „Našli jsme v jednom policejním záznamu jeho jméno a nedokážeme nález uspokojivě objasnit. Zde končí vlastní sdělení, ostatek je vrchovatá porce omáčky, zakrývající fakt, že na talíři mnoho masa není.“ Zahradníček píše, že základem historické a podobně i novinářské práce je kritika pramenů: vyjasnit okolnosti jejich vzniku a uvážit míru pravdivosti; „nesmí vzít z archivu papír, přijmout jeho obsah za hotovou věc a zveřejnit informace v něm obsažené“, což právě Respekt učinil. O záznamu vznáší otázky:
Na první pohled vypadá podivně. [...] Rosický [měl] v osm večer na koleji zatýkat. Vrátil se do kanceláře a psal záznam v noci? Pokud ano, proč jeho zpráva končí výsledkem osobní prohlídky zatčeného a chybí záznam o tom, komu a jak ho předal? [...] Proč si kriminálka neodvedla také agentovu ubytovatelku, když nic neoznámila? Proč ji ani později nikdo nevyslýchal? Byl na kriminálce vůbec Milan Kundera? Záznam uvozují údaje, které vyhlížejí jako opis totožnosti udavače z jeho občanského průkazu, chybí však číslo legitimace. [...] Proč ho nenechali podepsat výpověď? Kam zmizel, když šli kriminalisté na kolej? Proč si bezpečnost dále nevšímala studenta, který z vlastní iniciativy přišel udávat spolužáky?
Podobné pochybnosti vyjádřil i Pavel Kosatík v Hospodářských novinách ve čtvrtek 16. Kritizoval, že Hradilek v době zveřejnění odjel do ciziny, „takže neznáme ani jeho tvář“ a uzavřel: „I kdyby se zítra ukázalo, že Kundera je něčím vinen, až do této chvíle platí, že tvrzení proti němu plynula nikoli z faktů, ale z dojmologie.“ Petr Uhl, dlouhodobý kritik založení i praxe ÚSTR, týž den v Právu podobně jako už Zahradníček upozornil na to, že podle záznamu Kundera udal jen Dvořáčkovo jméno a to, že si uschoval na koleji kufr; že jde o zběha a emigranta, je v něm uvedeno „podle prohlášení Militké“ až po příchodu policistů na kolej. V citaci záznamu ve článku ale Hradilek tuto část nahradil výpustkou, což budí zavádějící dojem.
Významné v této souvislosti je rovněž svědectví bývalého kriminalisty Aloise Paška, který v té době pracoval v pražské policii. Podle něho Kundera mohl být v souladu s tehdejší praxí uveden jenom namátkou jako zástupce studentů a oznámení na policii mohlo být motivováno hledáním pachatele trestných činů kriminální povahy, který se v té době na studentské koleji skrýval, takže Miroslav Dvořáček mohl být odhalen náhodně a bez zlého úmyslu z Kunderovy strany.

## Souvislosti s Kunderovým dílem
Kundera vždy prohlašoval, že postava spisovatele by neměla být spojována s jeho dílem. To ovšem nezabránilo hledání paralel s Dvořáčkovým případem v ději Kunderových knih a dokonce vysvětlování těchto motivů právě jím. Začal už Hradilek ve svém článku:
Poznání minulosti skýtá nový pohled na spisovatelovu práci. Kundera se vždy úzkostlivě snažil, aby vykladači jeho život nespojovali s dílem, ale některé paralely se přímo nabízejí. V roce 1962 například vychází knižně Kunderova hra Majitelé klíčů, zasazená do období druhé světové války. Hlavní hrdina Jiří bydlí s manželkou u jejích rodičů. Jednoho dne jej požádá o úkryt stará láska Věra, která je pronásledována gestapem. Jiří tak musí řešit dilema, zdali pomoci bývalé milence a ohrozit tím rodinu. Nakonec ji ukryje, jsou však odhaleni domovníkem, který je chce udat. Můžeme sice jen spekulovat o tom, co bylo inspirací pro děj hry, nicméně námět se v několika bodech pozoruhodně shoduje s událostmi roku 1950.
Šéfredaktor Respektu Martin M. Šimečka to v doprovodném komentáři rozvedl: „Možná není náhodou, že právě udání hraje tak velkou roli v části Kunderova díla. Udání je hybnou silou děje jeho prvního románu Žert (1967), příběhu studenta, který poté, co ho udá přítel kvůli ironickému vzkazu na pohlednici, vyletí ze školy, několik let musí pracovat v dolech; [...] Udání (zrada) je hlavním tématem Kunderovy poemy Poslední máj (1955)“ (de facto zveršování Reportáže psané na oprátce s důrazem na faustovský motiv, kde komisař gestapa Böhm nabízí Fučíkovi život a výhody, začne-li spolupracovat), „udání rozhýbe zápletku [...] hry Majitelé klíčů (1963) atd. Je tedy možné, že Kundera se k svému hříchu doznával psaním příběhů, v nichž bez slitování vrhal své postavy do soukolí zrady a velkých dějin.“ Další média v podobném srovnávání pokračovala.
Jakub Češka, autor disertace o motivech Kunderových románů, takové spojování označil za „povrchní čtení“, které „nikam nevede“, neboť „převyprávění díla bývají mnohdy chybná“:
Tak kupříkladu je nepřesné mluvit o udání přítele v Kunderově románu Žert: Ludvíka neudal přítel, jeho pohlednici si „cenzoři“ přečetli dříve, než ji Markéta obdržela. Podle jiného neúplného čtení zase v románu Život je jinde Jaromil udá bratra své přítelkyně, když se dozví, že hodlá emigrovat. Avšak z pozice zrzavé dívky jde o smyšlenou emigraci, kterou maskuje svoji nevěru (zdržela se u milence), protože zrzka ví, že Jaromil podléhá kouzlu velkých příběhů.
Podle rychlé ankety iDNES mezi sedmi českými literáty „udavačská aféra kladný pohled na Kunderu nezmění“. V Kunderův prospěch se dále vyjádřila řada spisovatelů, mj. jeho vrstevníci Ivan Klíma, Milan Uhde a Pavel Kohout.

## Ocenění Miroslava Dvořáčka
Miroslavu Dvořáčkovi byla v roce 2009 udělena Cena Václava Bendy.